# Kolačić (računarstvo)
Kolačići (engleski: cookies), mrežni kolačići ili HTTP kolačići jesu male datoteke koje internetski preglednici spremaju na računalo pri pristupanju pojedinim mrežnim sjedištima kako bi se omogućila dodatna funkcionalnost tih stranica. Najčešći je primjer brži pristup stranicama pamćenjem prijave - kolačić sadrži podatke za prijavu pa se preskaču postupci ponovna prijavljivanja na stranicu. Oglašivački ili kolačići neprovjerenih sadržaja mogu narušiti korisnikovu privatnost. Osmišljeni su kao jednostavni mehanizam za stranice koje ih koriste za pohranu ključnih informacija (uključujući artikle dodane na popis kupovine u mrežnim trgovinama) ili korisnikove internetske povijesti. Također, mogu biti korišteni radi pohrane informacija koje u se unosile u određena polja (imena, adrese, lozinke, broj kreditne kartice...).
Ostale vrste kolačića imaju važnu ulogu u suvremenom internetu. Vjerojatno najvažniji, autentikacijski kolačići najčešća su metoda kojom se koriste serveri kako bi znali je li korisnik prijavljen ili nije. Sigurnost autentikacijskog kolačića ovisi o sigurnosti te web-stranice te o sigurnosti korisnikovog preglednika, isto kao i je li sadržaj kolačića kriptiran ili nije. Ranjivost sigurnosnog sustava može štetiti korisniku ako haker može pročitati njegove informacije zapisane na kolačiću.

## Vrste

##### Session cookie
Session kolačić postoji samo u trenutnoj memoriji dok korisnik pregledava neku web-stranicu. Web-preglednici obično izbrišu session cookie kad korisnik zatvori web-preglednik. Za razliku od ostalih kolačića, session kolačići nemaju u sebi zapisan datum isteka trajanja, stoga ih web-preglednici odmah izbrišu.

##### Sigurnosni kolačić
Sigurnosni kolačić može se jedino nalaziti na stranicama s kriptiranom vezom (npr. HTTPS), ne mogu biti emitirani preko ne kriptiranih veza (npr. HTTP). To čini kolačić sigurnijim i manje su šanse da će biti izložen cookie lopovima.

##### Ustrajan kolačić
Ustrajni kolačić nije izbrisan nakon zatvaranja web-preglednika, nego u sebi ima datum isteka trajanja. To znači da će u kolačić u cijelom "životnom vijeku" slati informacije serveru svaki put kada korisnik posjeti tu stranicu.
Iz tog razloga, često se ovi kolačići nazivaju i pratećim kolačićima jer mogu biti korišteni od strane reklama koje sakupljaju informacije o korisnikovim pretraživanjima na internetu.

##### HTTPOnly kolačić
HTTPOnly kolačiću ne mogu pristupiti korisnikovi aplikacijski i programski protokoli. Ova zabrana eliminira prijetnju kolačić lopovima preko XSS-a, no svejedno kolačić ostaje ranjiv na XST i XSRF.

##### Superkolačić
Superkolačići mogu biti potencijalno opasni za sigurnost korisnika i stoga su često blokirani od strane web-preglednika. Ako korisnik ili web-preglednik odblokira superkolačić, haker koji kontrolira malicioznu web-stranicu može postaviti superkolačić da promjeni zahtjeve korisnika koje je stavio na neku drugu stranicu s istom domenom (npr. promjena internet kupovine).

##### Zombi kolačić
Zombi kolačić je kolačić koji se automatski rekreira nakon što je izbrisan. To je omogućeno zbog spremanja kolačića na nekoliko mjesta na računalu, stoga ako se jedan kolačić izbriše, drugi se kopira na to isto mjesto.